# عملية مقهى هليل

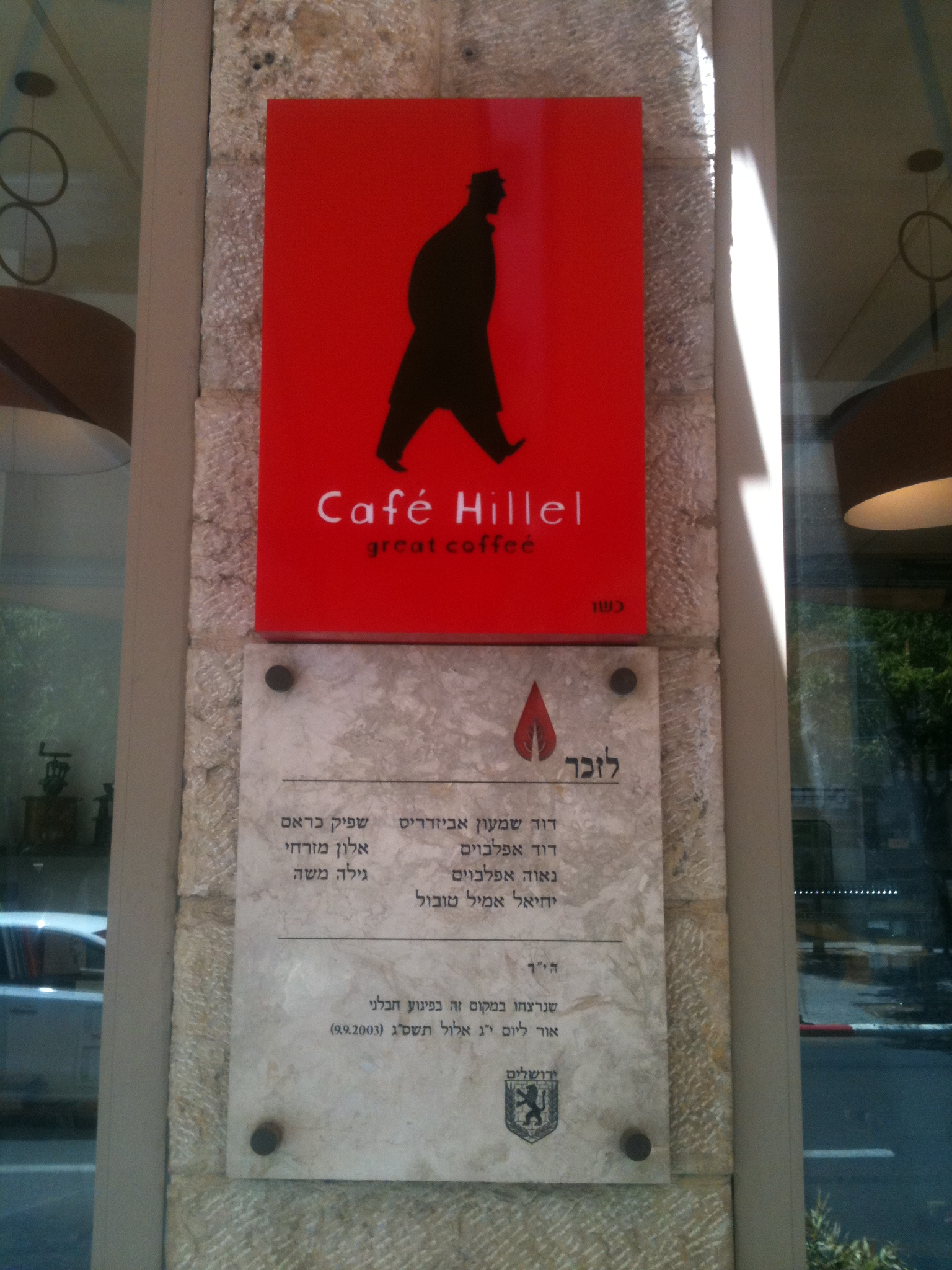
موقع عملية مقهى هليل

عملية مقهى «هليل» او تفجير مقهى «هليل» هي عملية استشهادية فدائية نفذت في 9 سبتمبر 2003 في مقهى هليل في حي كولوني الألماني في القدس. قُتل سبعة أشخاص في الهجوم وأصيب أكثر من 50 آخرين. 
قبل ساعات قليلة من تفجير مقهى «هليل»، نفذ فدائيين فلسطينيون عملية استشهادية في محطة تسريفين بجوار قاعدة تسريفين العسكرية.

## العملية
مساء يوم الثلاثاء 9 سبتمبر 2003، اقترب الفدائي الفلسطيني من مقهى «كافيه هيليل» في حي كولوني الألماني بالقدس.  كان حارس الأمن ألون مزراحي يحاول منعه من الدخول. في الساعة 11:20 مساءً فجر الفدائي العبوة الناسفة التي كان يحملها على جسده.
وكان من بين القتلى الصهاينة في الهجوم كان الدكتور الصهيوني ديفيد أبلباوم، رئيس غرفة الطوارئ في مركز شعاري زيدك الطبي في القدس، وابنته نافا، التي كان من المقرر أن تتزوج في اليوم التالي من العملية.

### القتلى
| - د. ديفيد أبلبوم، 51 عاماً من القدس - رئيس غرفة الطوارئ في مركز شعاري زيدك الطبي - نافا أبلباوم (20 عاما) من القدس - ابنة ديفيد أبلباوم والذي كان قد تزوج بعد يوم من تفجير - ديفيد شمعون أفيزادريس، 51 عامًا، من ميفاسيريت صيون - شفيق كريم، 27 عامًا، من بيت حنينا | - ألون مزراحي، 22 عامًا، من القدس - حارس أمن المقهى - جيلا موشيه، 40 عامًا من القدس - يهيل (إميل) توبول، 52 عامًا من القدس |

## المسؤول
نفذ العملية عضواً من حركة حماس، رامز أبو سليم الذي كان من قرية رنتيس، وكان طالبًا في جامعة بيرزيت.

## بعد الحادثة
في يوليو / تموز 2004، اعتقلت القوات الاحتلال الإسرائيلية أعضاء في فرقة للنشطاء الفلسطينيين شاركوا في تنفيذ العديد من الهجمات والتخطيط لها، بما في ذلك تفجير مقهى «هليل».
في 14 مارس 2010، ألقت القوات الاحتلال القبض على زعيم حماس ماهر عوده، الذي شارك في تنفيذ العلميات الإستشهادية في الانتفاضة الفلسطينية التي أنهكت جنود الاحتلال.

## روابط خارجية
- التفجيرات الانتحارية - تسريفين والقدس - 9 سبتمبر 2003 - نشرت في وزارة الخارجية الإسرائيلية
- فيديو تذكاري على يوتيوب
- أدى تفجيران انتحاريان منفصلان إلى مقتل 15 شخصًا على الأقل في إسرائيل - نُشر على موقع USA Today في 9 سبتمبر 2003
- انفجار القنبلة القاتلة الثاني يضرب إسرائيل - نُشر على شبكة سي بي إس نيوز في 9 سبتمبر 2003
- الهجمات تدمر آمال السلام - نشرت على بي بي سي نيوز في 9 سبتمبر 2003